# Живой уголок
Живо́й уголо́к (также зооуголок, зелёный уголок) — небольшое место в помещении школьного или дошкольного учреждения, а также предприятия или организации, украшенное растениями и содержащимися в специально приспособленных клетках, террариумах и/или аквариумах небольших, зачастую декоративных, животных.
В виде уголка в комнате запрещены Роспотребнадзором (СанПиН 2,4,1,2660-10): нужна отдельная комната, где детям можно только смотреть, руками трогать запрещено, разрешено только поливать цветы. Ввиду этого изначальный смысл живого уголка потерял своё значение, и ни в одном дошкольном или школьном учреждении их сейчас просто нет.

## Этимология названия
Термин «живой уголок» происходит от устойчивого словосочетания «живой» (организм), как часть живой природы в небольшом уголке комнаты.

## Значение и обустройство
Обустройство живых уголков имеет большое значение в городах и больших поселениях, где человек оторван от связи с живой природой и его жизнь наполнена постоянными стрессами. Наблюдение за живыми организмами помогает расслабиться и на какое-то время забыться от суеты, отдохнув и получив заряд положительных эмоций от созерцания зелени растений и пестроты цветов, а также от общения с животными.